# Ceyx flumenicola

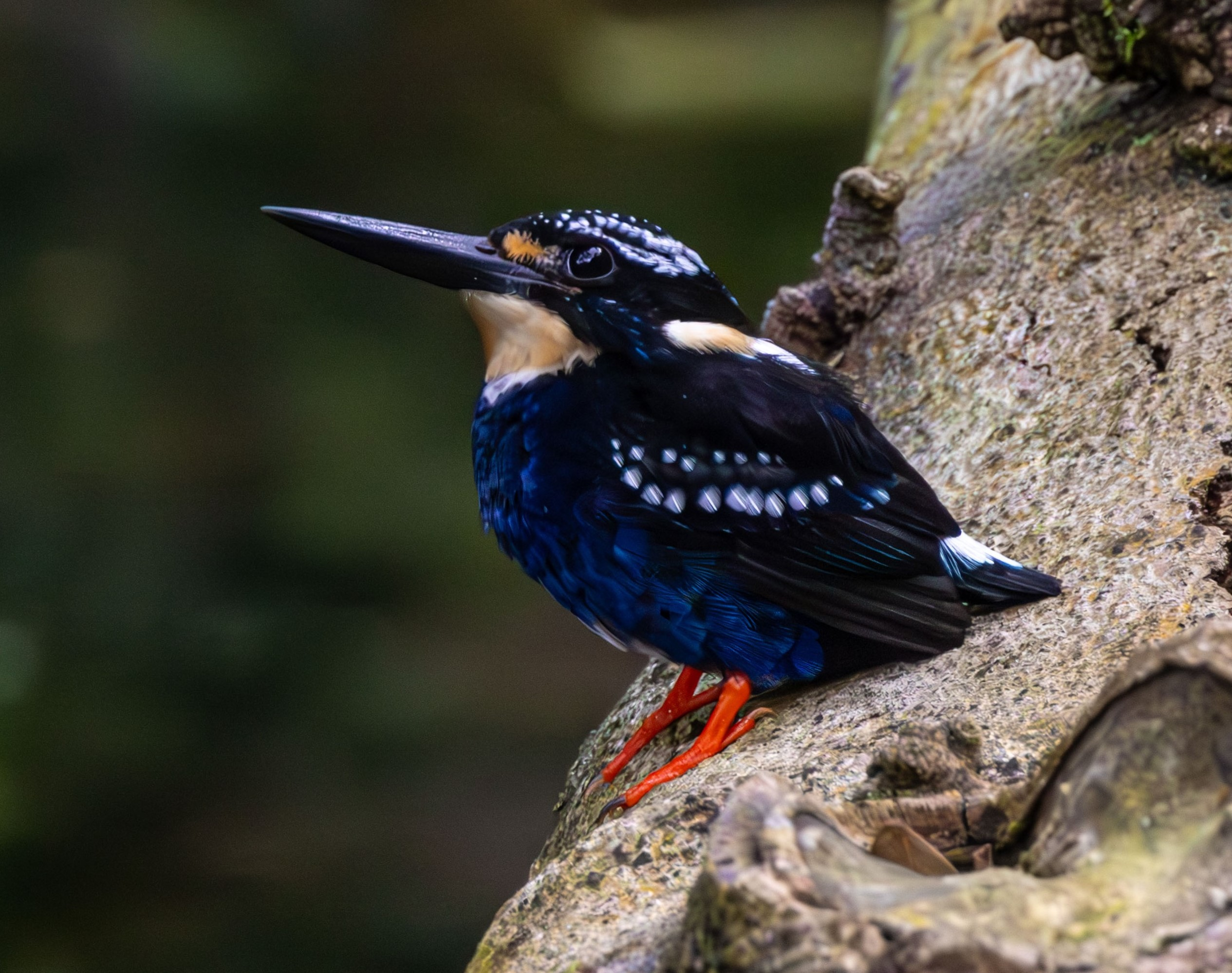
Un martín pigmeo plateado del norte.

El martín pigmeo plateado del norte (Ceyx flumenicola) es una especie de ave paseriforme de la familia Alcedininae endémica de las Filipinas, encontrada en las islas Bisayas de Bohol, Leyte y Sámar. Es considerado como subespecie del martín pescador plateado (Ceyx argentatus) por algunas autoridades.